# 苣木浅彦
苣木 浅彦（すがき あさひこ、1923年2月23日 - 2010年4月22日）は、日本の地球科学者。専門は、鉱床学。理学博士（東北大学・1955年）。東北大学名誉教授、山口大学名誉教授。佐賀県生まれ。

## 経歴
旧制宇部高等工業学校(現・山口大学工学部）採鉱科を経て、1945年東北帝国大学理学部岩石鉱物鉱床教室を卒業、翌年東北帝国大学助手となる。1953年同助教授。1955年、東北大学より理学博士の学位を取得、学位論文は「本邦産硫化鉱石の組織に関する熱的研究」。
1957年から山口大学工学部教授となる。1966年から1969年まで、米国ペンシルベニア州立大学・カナダ地質調査所に文部省在外研究員として滞在。1972年山口大学工学部長に就任するも、任期途中の1975年東北大学教授となり、理学部岩石鉱物鉱床学教室にて金属鉱床学講座を担当。1976～1978年には日本鉱物学会長を、1980～1982年には日本岩石鉱物鉱床学会長を歴任した。1986年東北大学を定年退官したが、在任中から国際協力機構の技術協力プロジェクトの推進に尽力し、ボリビア国サン・アンドレス大学鉱床学研究所を設立したほか、チリ国コンセプシオン大学鉱床学研究所の設立にも関わり、退官後の1990～1993年にはコンセプシオン大学鉱床学研究所にプロジェクトリーダーとして滞在した。収集した鉱石試料約2万点は、山口大学に寄贈され、その一部は山口大学工学部学術資料展示館にて一般公開されている。

## 業績
生涯にわたって一貫して金属鉱床の研究に従事し、特に硫化鉱物の加熱実験や合成と相平衡の研究に力を注いだほか、国内外の多くの金属鉱床を精査・記載し、その成因を論じた。またその過程で、1980年に岡山県三原鉱山から三原鉱（Cu4FePbBiS6）、1981年に秋田県古遠部鉱山から古遠部鉱（(Cu,Ag)6PbS4）という二種類の新鉱物を発見した。これらの業績に対し、日本岩石鉱物鉱床学会から渡邉萬次郎賞が、また日本鉱物学会から櫻井賞が贈られている。また、国際協力機構の技術協力プロジェクトを推進したことに対して、ボリビア・サン・アンドレス大学名誉教授の称号、チリ・コンセプシオン大学名誉博士号、国際協力事業団総裁賞、外務大臣賞を授与されている。
2008年に北海道の幌満橄欖岩中で発見された新鉱物、苣木鉱（Sugakiite, Cu(Fe,Ni)8S8）は、苣木の業績を顕彰するために命名されたものである。

## 主な編著書
- 苣木浅彦編『鉱石顕微鏡と鉱石組織』、1988年、テラ学術図書出版。